# Дмитрівська волость (Бердянський повіт)
Дмитрівська волость — історична адміністративно-територіальна одиниця Бердянського повіту Таврійської губернії.
Станом на 1886 рік складалася з 5 поселень, 5 сільських громад. Населення — 7752 особи (4083 чоловічої статі та 3669 — жіночої), 1223 дворове господарство.
|                     | Площа, десятин | У тому числі орної, дес. |
| ------------------- | -------------- | ------------------------ |
| Сільських громад    | 27536          | 18415                    |
| Приватної власності | 86             | 63                       |
| Казенної власності  | —              | —                        |
| Іншої власності     | 199            | 177                      |
| Загалом             | 27821          | 18655                    |

Поселення волості:
- Дмитрівка — колишнє державне село при річці Кальтечій за 20 верст від повітового міста, 1881 особа, 293 двори, молитовний будинок, школа, 3 лавки.
- Лозанівка (Корунбаш) — при річці Обитічній, 506 осіб, 94 двори, молитовний будинок, школа, 3 лавки.
- Ново-Василівка (Кенгес) — колишнє державне село при річці Берда, 1585 осіб, 237 дворів, молитовний будинок, школа, 3 лавки.
- Новопавлівка — колишнє державне село, 2103 особи, 348 дворів, молитовний будинок, школа, 2 лавки.
- Ново-Троїцьке (Алтаул) — при річці Кальтечій, 1675 осіб, 251 двір, молитовний будинок, 2 школи, 2 лавки.